# Monte Civetta
Monte Civetta (3220 m n. m.) je hora v Dolomitech. Leží v severní Itálii na území provincie Belluno. Její severozápadní stěna vysoká 1000 m a široká 4000 m dominuje nad obcí Alleghe a je jedním z nejvýznamnějších lezeckých cílů v Alpách. Na vrchol lze vystoupit po dvou zajištěných cestách (Via ferrata degli Alleghesi a Via ferrata Attilio Tissi) a po mnoha horolezeckých cestách. V masivu Civetty se také nacházejí dvě známé skalní věže: Torre Trieste a Torre Venezia.
Na Civettě jsou otevřeny v létě čtyři horské chaty (Rifugio Torrani, Rifugio Tissi, Rifugio Coldai, Rifugio Vazzoler).
Na vrchol vystoupil jako první v roce 1855 Simone de Silvestro. V roce 1969 zde se svým spolulezcem zahynul gruzínský horolezec Michail Chergiani, přetrhlo se jim lano při výstupu na Cima su Alto.
V roce 2016 dvě turistky zahynuly na východní Via Normale, která je částečně bez zajištění.